# كارلوس ألبرتو كروز بويكس
كارلوس ألبرتو كروز بويكس هو فنان ورسام كوبي، ولد في 1949 في هافانا في كوبا.

## وصلات خارجية
- الموقع الرسمي